# Слезинка ребёнка
«Эту бедную пятилетнюю девочку эти образованные родители подвергали всевозможным истязаниям. Они били, секли, пинали её ногами, не зная сами за что, обратили всё тело её в синяки; наконец дошли и до высшей утончённости: в холод, в мороз запирали её на всю ночь в отхожее место, и за то, что она не просилась ночью (как будто пятилетний ребёнок, спящий своим ангельским крепким сном, ещё может в эти лета научиться проситься), — за это обмазывали ей всё лицо её калом и заставляли её есть этот кал, и это мать, мать заставляла! И эта мать могла спать, когда ночью слышались стоны бедного ребёночка, запертого в подлом месте! Понимаешь ли ты это, когда маленькое, существо, ещё не умеющее даже осмыслить, что с ним делается, бьёт себя в подлом месте, в темноте и в холоде, крошечным своим кулачком в надорванную грудку и плачет своими кровавыми, незлобивыми, кроткими слёзками к „боженьке“, чтобы тот защитил его, — понимаешь ли ты эту ахинею, друг мой и брат мой, послушник ты мой божий и смиренный, понимаешь ли ты, для чего эта ахинея так нужна и создана! Без неё, говорят, и пробыть бы не мог, человек на земле, ибо не познал бы добра и зла. Для чего познавать это чёртово добро и зло, когда это столько стоит? Да весь мир познания не стоит тогда этих слёзок ребёночка к „боженьке“… Пока ещё время, спешу оградить себя, а потому от высшей гармонии совершенно отказываюсь. Не стоит она слезинки хотя бы одного только того замученного ребёнка, который бил себя кулачонком в грудь и молился в зловонной конуре неискуплёнными слезами своими к „боженьке“!»
Слезинка ребёнка — крылатое выражение из романа Ф. М. Достоевского «Братья Карамазовы», где Иван Карамазов, беседуя со своим братом Алёшей (послушником православного монастыря), говорит о своём неприятии Бога, допускающего страдание невинных детей, противопоставляя «слезинку ребёнка» грядущей мировой гармонии и отвергая гармонию, достигаемую такой ценой (тем самым в ситуации моральной дилеммы становясь на категорически ригористскую позицию).
Выражение обычно используется, когда речь идёт о соотношении цели и средств, с целью отрицания попыток оправдать страдания невинных людей во имя тех или иных высоких целей.
Моральная дилемма, вводимая этим крылатым выражением, в практической жизни разрешима одним из способов, каковым решаются моральные дилеммы.
Предметом дискуссии является вопрос, разделял ли сам Фёдор Михайлович категорический моральный ригоризм, считал ли писатель, что «гармония мира не стоит слезинки замученного ребёнка». По мнению богослова В. А. Цыпина, так как эти слова в романе произносятся не от имени автора, но от имени Ивана Карамазова, который пытается доказать этой дилеммой невозможность существования благого бога, то такой богоборческий пафос убеждённый православный христианин Достоевский разделять не мог.
- Те, кто покидает Омелас
- Парадокс китайского чиновника